# Ostrovy čtyř hor
Ostrovy čtyř hor (anglicky Islands of the Four Mountains, rusky Четырёхсопочные острова) je skupina vulkanických ostrovů ve východní části řetězce Aleutských ostrovů. Tento řetěz ostrovů se nachází mezi průlivem Amukta a Andrejanovy ostrovy na západě, a Samalgským průlivem a Liščími ostrovy na východě. Administrativně patří tyto neobydlené ostrovy americkému státu Aljaška.

## Geografie
Délka celého řetězce je 130 km a maximální šířka je 35 km. Souostroví se od západu k východu skládá z ostrovů Amukta, Čagulak, Junaska, Herbert, Carlisle, Čuginadak, Uljaga a Kagamil. Největšími ostrovy jsou Junaska (173,1 km²) a Čuginadak (166 km²), na kterém se nachází největší aktivní sopka ostrovů Mount Cleveland (1 730 m n. m.). Celé souostroví s rozlohu 545,6 km² je neobydlené.
Ostrovy čtyř hor jsou vzájemně propojené průduchy a tvoří tak ve skutečnosti jeden velký podmořský vulkán. Ostrovy jsou pouhé hory úhledného kuželovitého tvaru se strmými svahy, vzniklé vulkanickou činností.
Podnebí ostrovů je ovlivněno studeným mořem, častými mlhami a srážkami.

## Fauna a flóra
Na ostrovech žijí zejména alkounci drobní (Aethia pygmaea) a v menší míře i alkounci nejmenší (Aethia pusilla), kromě toho jsou pokryty drobnou tundrovou vegetací, mechy a lišejníky.

## Historie
Souostroví pojmenovali ruští objevitelé podle čtyř dominantních sopek, které jsou viditelné z dálky.
Kolem ostrovů panují časté bouře a tak domorodí Aleuti, kteří ostrovy obývali již před 5000 lety je nazývali Unigan (Domov větrů). Pro Aleuty jsou ostrovy mytickým domovem jejich předků, zejména ostrov Kagamil. Na ostrovech mumifikovali a pohřbívali své předky.
Současná jména ostrovů pocházejí z roku 1894, kdy je zaznamenala posádka lodi USS Concord, publikována byla v roce 1895 americkým námořním hydrografickým úřadem.

## Galerie

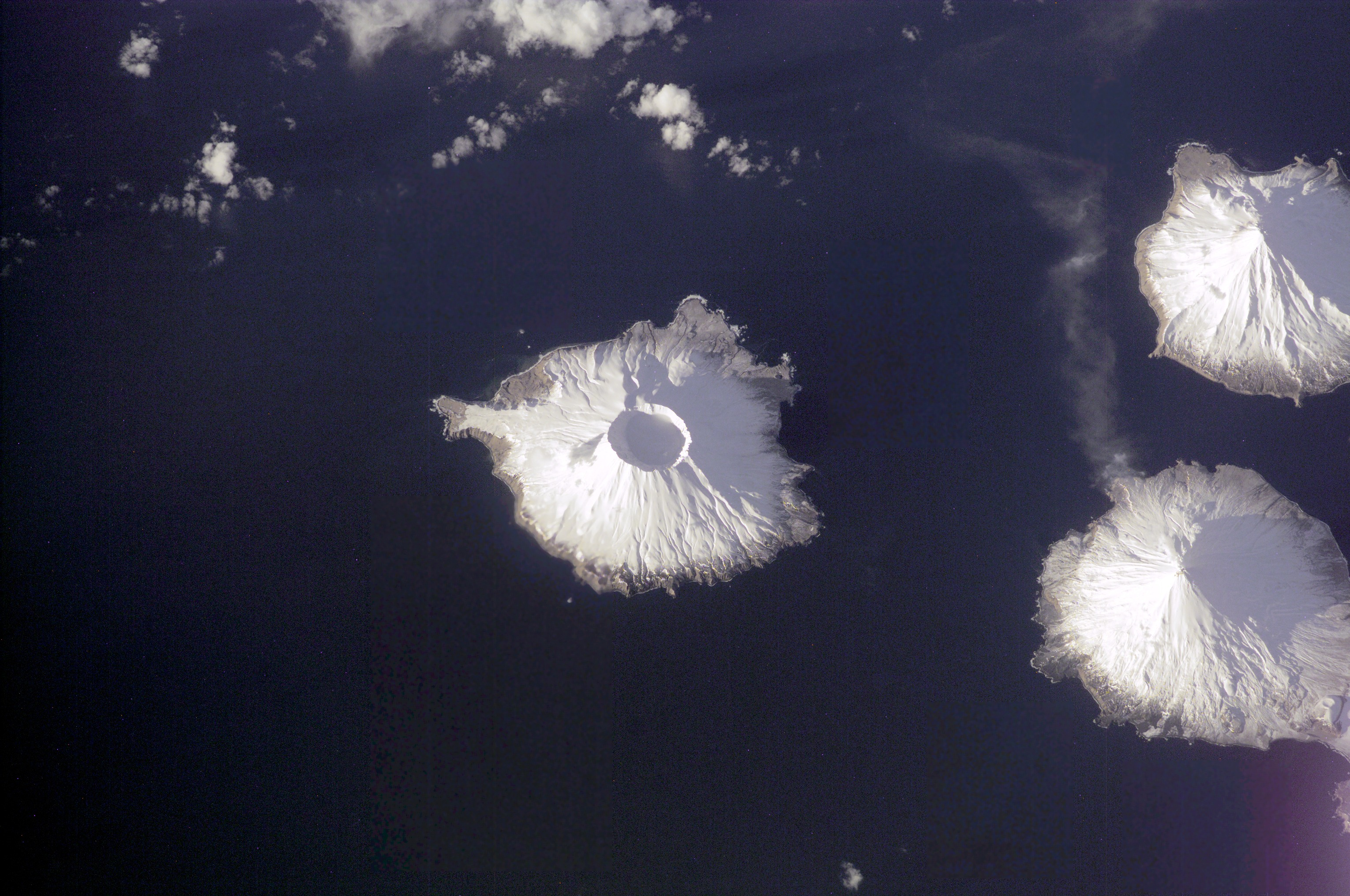
Pohled na ostrovy z vesmíru
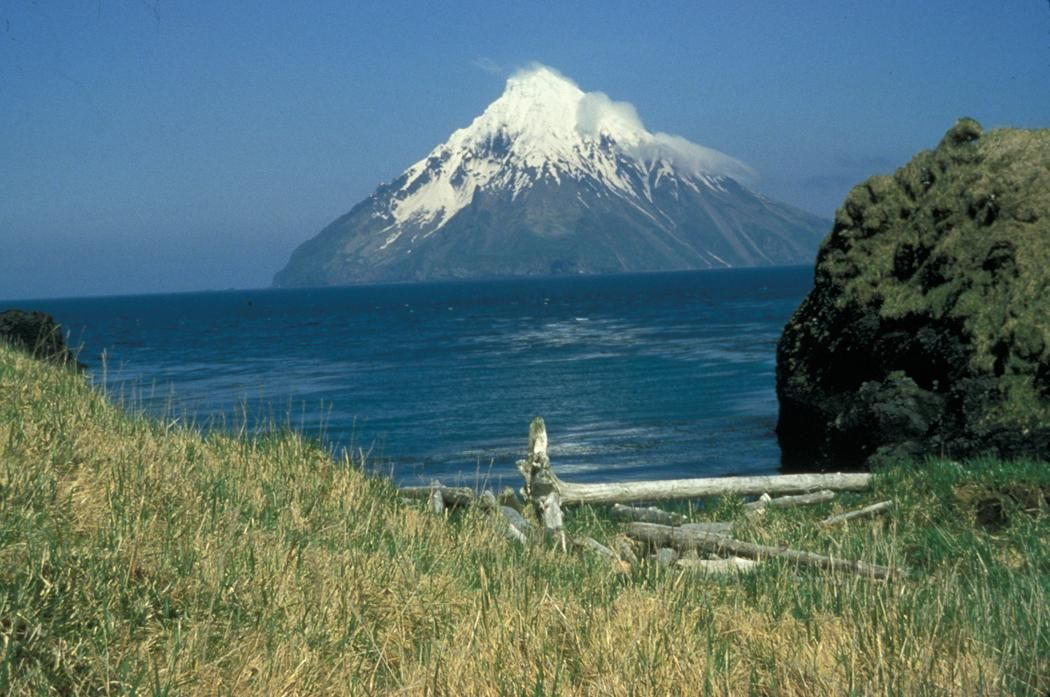
Ostrov Čagulak
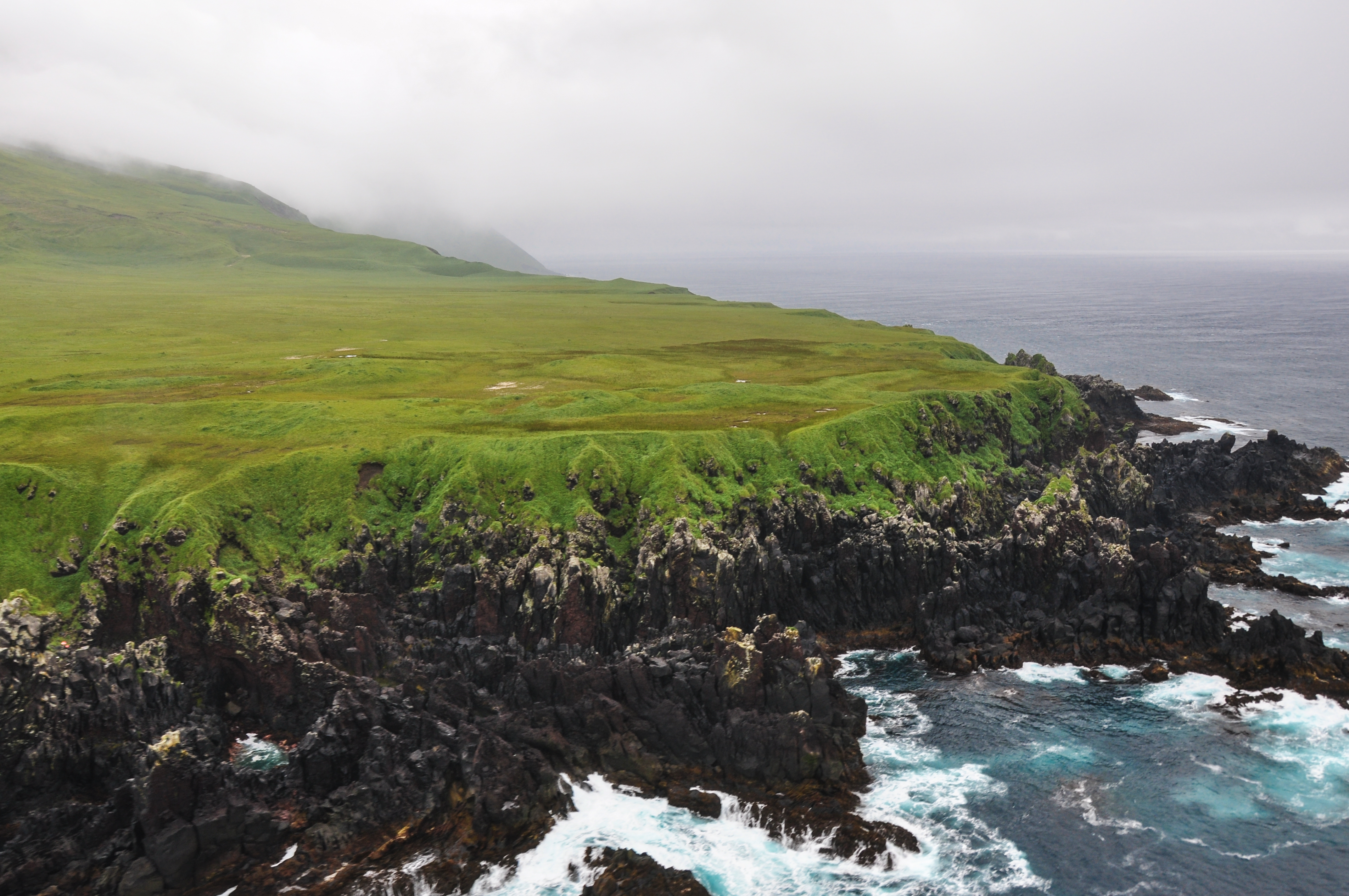
Ostrov Carlisle (2014)
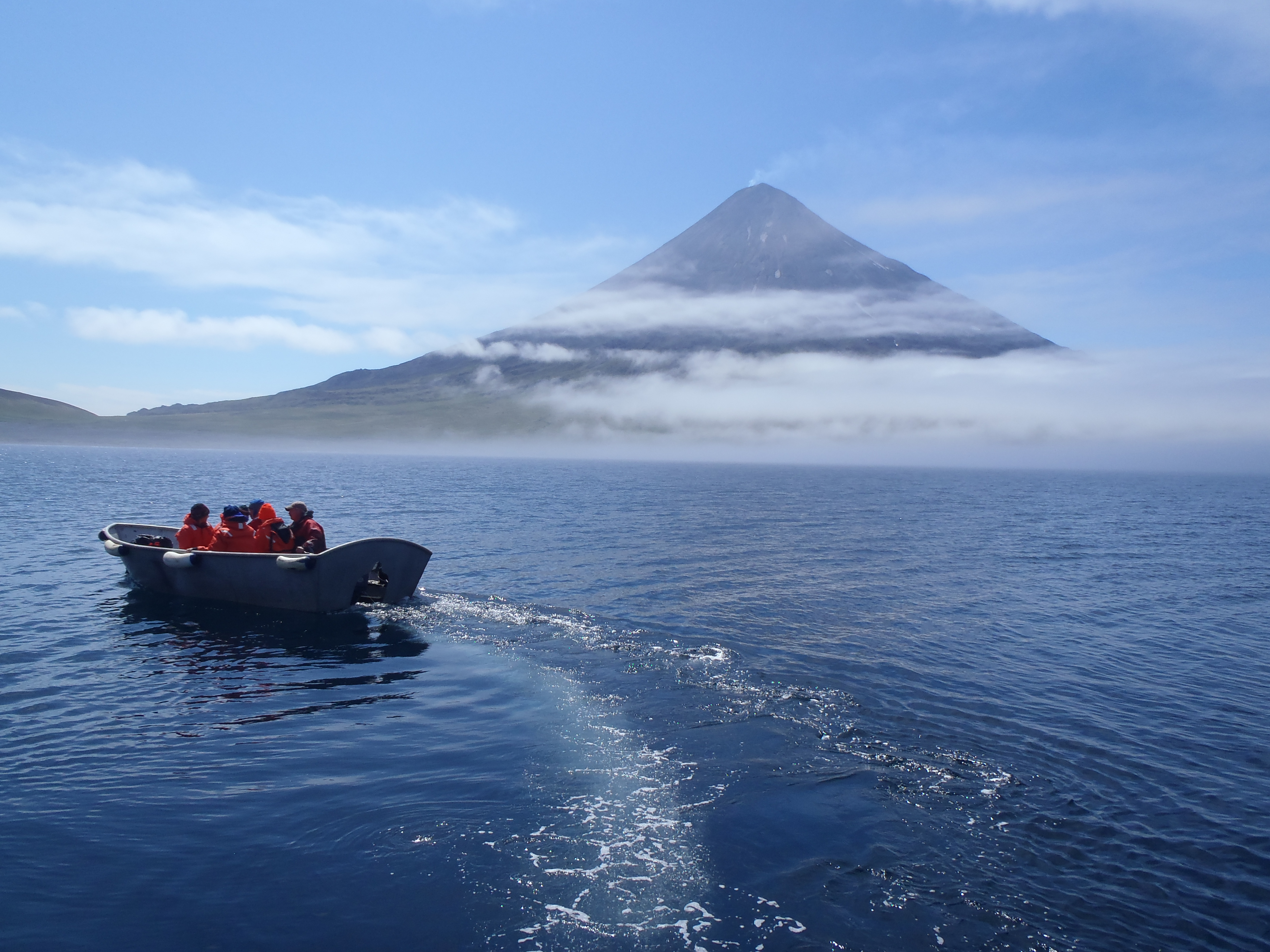
Sopka Cleveland (2014)
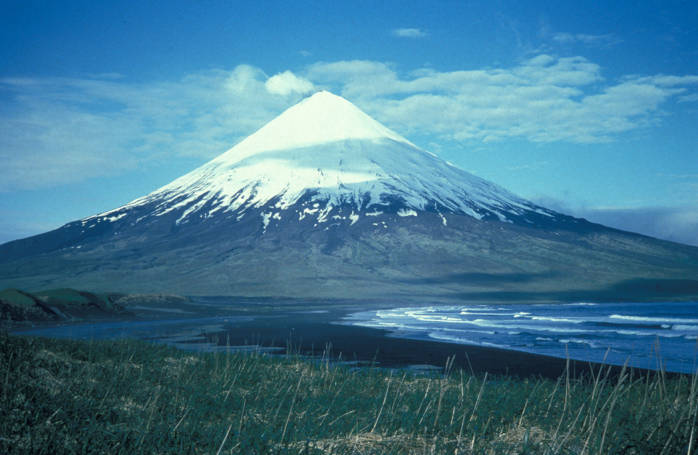
Pohled na sopku Cleveland (2011)
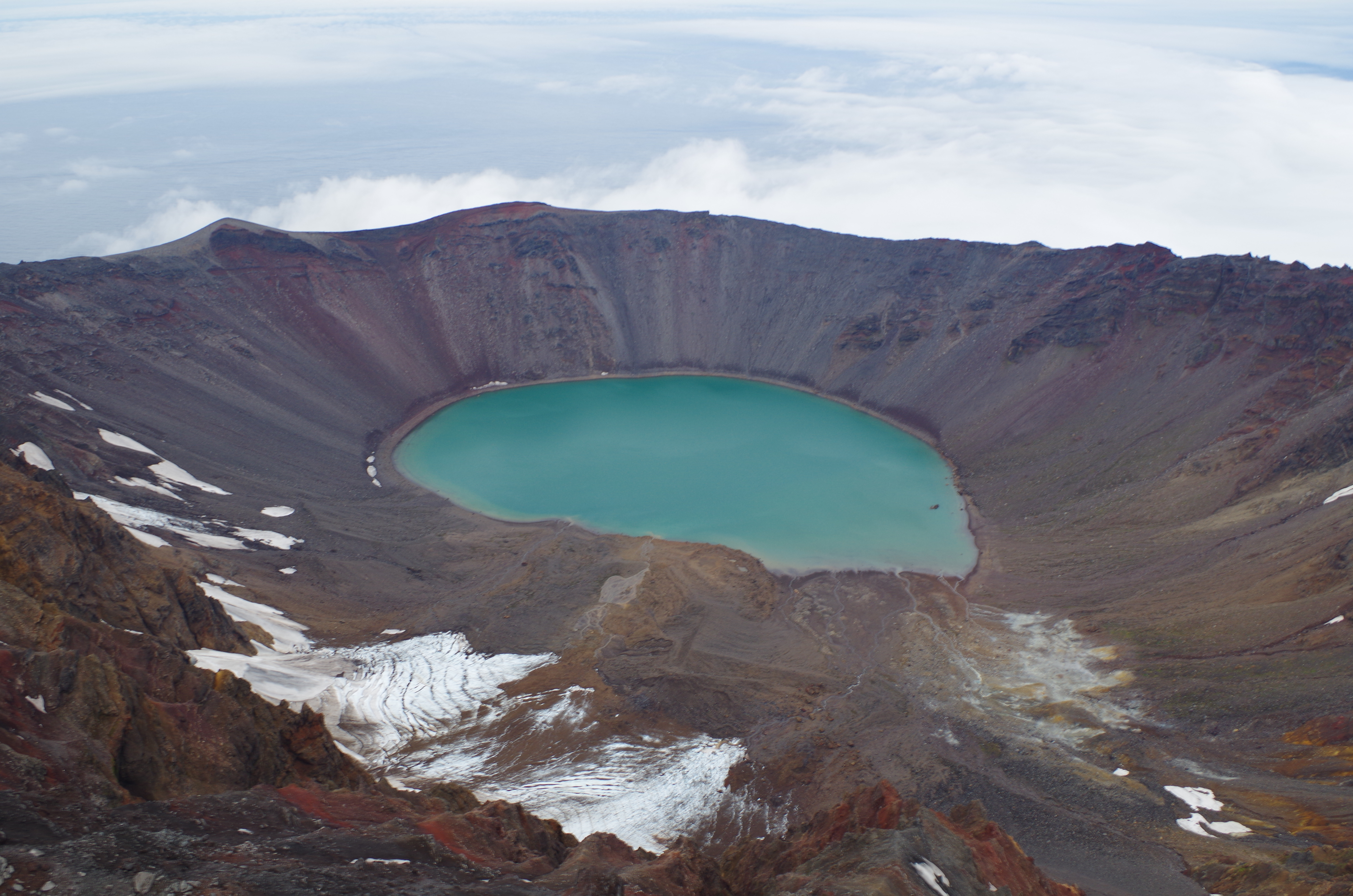
Kaldera na ostrově Herbert (2014)
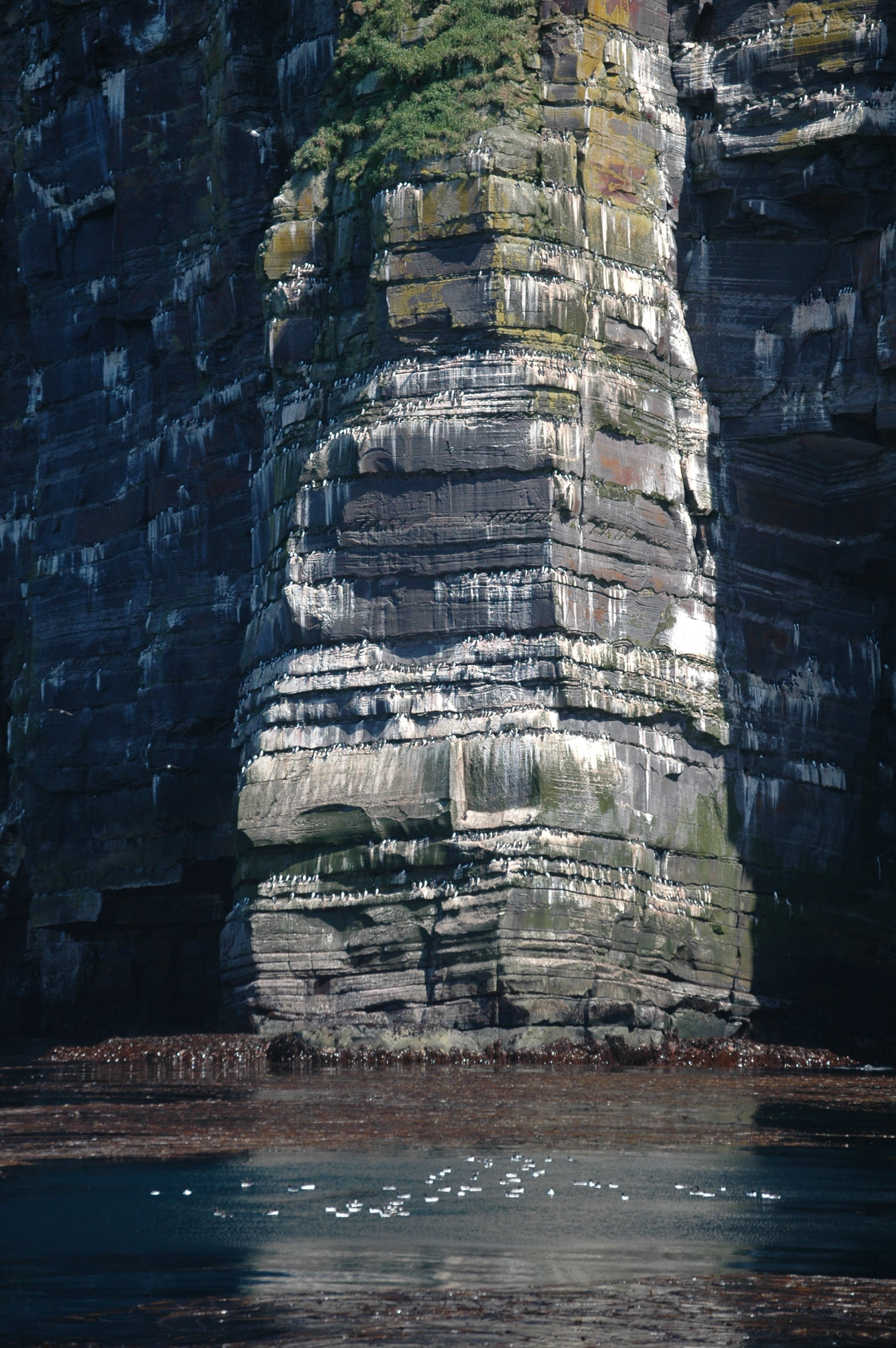
Tzv. Ptačí zeď na ostrově Kagamil (2010)
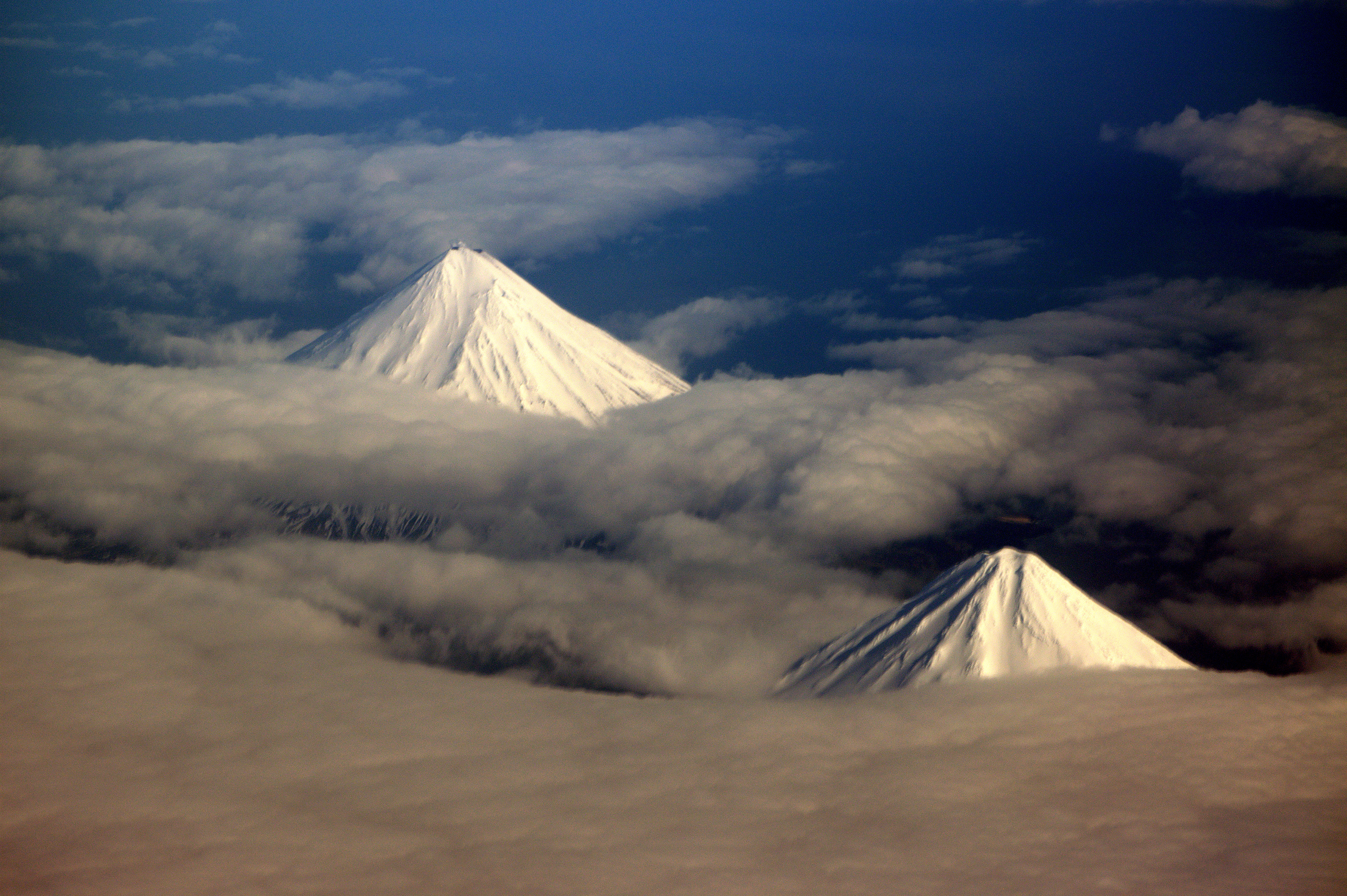
Pohled na ostrovy z výšky (2012)